# Фаренюк Геннадій Григорович
Генна́дій Григо́рович Фареню́к (нар. 2 листопада 1951, Чойбалсан, Монголія) — український науковець у галузі будівництва, доктор технічних наук, професор. Лауреат Державної премії України у галузі науки та техніки (2013), академік Академії будівництва України. Директор Державного підприємства «Державний науково-дослідний інститут будівельних конструкцій».

## Біографічні відомості
Народився 2 листопада 1951 року у місті Чойбалсан (Монголія) у родині військовослужбовця. У 1974 році закінчив Національний технічний університет України «Київський політехнічний інститут імені Ігоря Сікорського» за спеціальністю «теплофізика», отримав кваліфікацію інженера-теплофізика. Трудова біографія безперервно пов'язана з ДП НДІБК, у якому Г. Фаренюк пройшов шлях від інженера до директора інституту.
У 1978—1982 рр. навчався в аспірантурі науково-дослідного інституту будівельної фізики (Москва, СРСР), на початку 1983 р. захистив кандидатську дисертацію.
У 2010 році захистив дисертацію на здобуття наукового ступеня доктора технічних наук за спеціальністю «Будівельні конструкції, будівлі та споруди» за темою «Теплова надійність огороджувальних конструкцій та енергоефективність будинків при новому будівництві та реконструкції».
Від лютого 2012 очолює ДП ДНДІБК.

## Наукова, фахова та управлінська діяльність
Геннадій Фаренюк є засновником першої в Україні галузевої наукової школи з питань енергоефективності у будівництві. Автор понад 300 наукових праць, 6 монографій, 6 патентів України. Упродовж 2019—2022 років 7 публікацій Г. Фаренюка проіндексовані в SCOPUS (h-index 6), під його науковим керівництвом підготовлено низку докторських, кандидатських та магістерських робіт.
За час керівництва ДП НДІБК за ініціативою та за безпосередньою участю Фаренюка було розроблено 240 будівельних норм та нормативних документів, 65 з яких гармонізовано з міжнародними та європейськими стандартами.
У 2014 році ініціював створення та очолив науково-технічний журнал «Наука та будівництво», який увійшов до переліку наукових фахових видань України, в яких можуть публікуватися результати дисертаційних робіт на здобуття наукових ступенів доктора і кандидата технічних наук. Журнал є частиною наукової та реферативної бази даних Index Copernicus (IC), яка застосовується визнаним інструментом для визначення цитованості наукових статей.
Під науковим керівництвом Г. Фаренюка розроблено низку ДБН (державних будівельних норм), метою яких є закріплення вимог до проектування та спорудження будівель та споруд, які відповідають Директиві Європейського парламенту та Ради Європейського Союзу від 2010/31/ЄС від 19.05.2010.
Під керівництвом Г. Фаренюка вперше було розроблено Галузеву Програму підвищення енергоефективності у будівництві на 2010—2014 роки, яка стала програмою основи реалізації «Енергетичної стратегії України до 2030 року» у будівельній галузі. Г.Фаренюк виступив ініціатором створення Національного плану дій з енергоефективності житлових та громадських будівель згідно з Директивою 2006/32/ЕС Європейського Парламенту і Ради ЄС з ефективності кінцевого енергоспоживання та послуг енергопостачання.
Геннадій Фаренюк як керівник ДП НДІБК є представником України в Європейському Союзі з технічних ухвалень у будівництві UEAtc.
У 2016—2017 роках Г. Фаренюк брав участь у спільному з компанією «e7 Energie Markt Analyse Gmbh» (Австрія, Відень) науковому проекті Soft ware for Energy Passport in Ukraine (Програмне забезпечення для енергетичного паспорта в Україні) щодо розроблення комп'ютерної програми розрахунку енергетичних сертифікатів при проектуванні нового будівництва і термомодернізації житлових та громадських будівель.

## Нагороди та відзнаки
Подяка Прем'єр-міністра України (2008 р.), Почесна грамота Мінрегіону України (2011 р.), Почесна грамота Кабінету Міністрів України у 2015 р.
Указом Президента України № 675/2014 від 23.08.2014 р. Геннадію Фаренюку присуджено Державну премію України в галузі науки і техніки 2013 року. Кавалер ордену Святого Рівноапостольного князя Володимира Великого ІІ та ІІІ ступенів УПЦ КП.